# Mina Seinfeld de Carakushansky
Mina Seinfeld de Carakushansky (Dorohoi, Romênia, 14 de setembro de 1944) é uma professora e pesquisadora brasileira.

## Biografia
Nascida na Romênia após a Segunda Guerra Mundial, filha de um casal (David Seinfeld e Braha Altaras de Seinfeld) de sobreviventes dos campos de concentração na Transnistria que haviam sido estabelecidos no país pelas autoridades romenas , Mina estabeleceu-se no Brasil em 1962.
Formada em Matemática pela UFRJ - Universidade Federal do Rio de Janeiro com mestrado em Matemática pelo IMPA - (Instituto de Matemática Pura e Aplicada), além de um mestrado em Administração pela California American University (EUA). Em 1975, obteve o primeiro lugar no concurso para professor-assistente do Instituto de Matemática da UFRJ. Durante os anos em que trabalhou na UFRJ Mina publicou diversos trabalhos na área de Álgebra Linear e Cálculo. É co-autora com Guilherme de La Peña do livro “Introdução à Álgebra Linear”, publicado pela McGraw-Hill e que foi adotado em diversas universidades brasileiras, assim como em universidades de países da América Latina na versão em espanhol (“Introducción al Algebra Lineal”). Foi Coordenadora de Extensão do Instituto de Matemática, Assessora do Decano do Centro de Filosofia e Ciências Humanas, Secretária do Grupo Interdisciplinar para Estudos em Vitimologia da UFRJ, Coordenadora  do Convenio do Mestrado em Matemática entre o Instituto de Matemática da UFRJ e a Fundação Tricordiana de Educação, e Analista e Coordenadora de Projetos da Fundação Universitária José Bonifácio (durante 11 anos).
É graduada do curso de “Altos Estudos Estratégicos” (1985) da antiga Escola Superior de Guerra, no Rio de Janeiro, tendo sido a primeira mulher escolhida como Dirigente de Grupo.
A convite do Comandante-Geral da PMERJ, Coronel Carlos Magno Nazareth Cerqueira (Polícia Militar do Estado do Rio de Janeiro), Mina tornou-se Assessora Especial da instituição em 1992. Lá desenvolveu programas de intercâmbio com forças policiais de diversos países, elaborou manuais de segurança utilizados nos cursos internos da corporação e traduziu e adaptou diversas obras sobre Segurança Pública, Drogas e Policiamento Comunitário. Mina foi uma das precursoras e incentivadoras no Brasil do conceito de Policiamento Comunitário, a ponto de ter o autor Robert Trojanowicz lhe cedido os direitos autorais da versão em Português, feita por ela, do seu livro "Policiamento Comunitário: como começar" para o Brasil, os quais por sua vez ela cedeu gratuitamente à PMERJ e à Polícia Militar do Estado de São Paulo. Mina foi também Assessora Especial dos Comandantes-Gerais que se seguiram ao comando do Cel. Cerqueira, isto é, o coronel Dorasil Corval e o coronel Sergio da Cruz. Como reconhecimento ao seu trabalho na área de segurança pública, Mina foi agraciada como Comendadora da Polícia Militar do Rio de Janeiro e recebeu a Medalha Euzébio da Costa da Guarda Municipal do Rio de Janeiro.
O prefeito César Maia convidou Mina para exercer na Prefeitura do Rio de Janeiro um trabalho similar ao que ela vinha desenvolvendo na PMERJ. Durante os anos que trabalhou nessa função O prefeito seguinte, Luiz Paulo Conde, ao criar a Coordenadoria de Prevenção às Drogas (pioneira no Brasil), designou Mina como a primeira coordenadora deste órgão. As atividades variadas e abrangentes da Coordenadoria mereceram reconhecimentos em diversos países. Assim, em Estocolmo, o Programa de Prevenção às Drogas da Prefeitura do Rio foi um dos seis finalistas do “Bangman-Stockholm Global Challenge”, competindo com a maioria das capitais de países desenvolvidos.
Na segunda gestão do prefeito César Maia, Mina foi alçada ao cargo de Secretária Especial da recém-criada Secretaria Especial de Prevenção à Dependência Química (2001), que foi o primeiro órgão deste tipo em todo o Brasil.

## Atualidade
Atualmente, Mina Seinfeld de Carakushansky é presidente de BRAHA (Brasileiros Humanitários em Ação), Diretora Geral de Prevenção da ABRAD - Associação Brasileira de Alcoolismo e Drogas (www.abrad.org), Professora Visitante Internacional da Universidad del Salvador em Buenos Aires, Argentina e membro da diretoria da Drug Watch International. Mina é diretora para a América Latina da World Federation Against Drugs e Assessora Especial da International Task Force on Strategic Drug Policy. Em 2010 foi nomeada membro da Comissão de Combate às Drogas da Ordem dos Advogados do Brasil. Também em 2010 foi nomeada membro da Comissão de Prevenção às Drogas do IAB Instituto dos Advogados Brasileiros.
Como Coordenadora Internacional do Programa Formação de Lideranças para a Redução da Demanda de Drogas (Red Interamericana de Prevención de Drogas - RIPRED / Drug Free América - DFAF), Mina já coordenou cerca de 70 seminários internacionais em diversas cidades de América Latina. É autora de textos, artigos e livros sobre questões relacionadas à prevenção e a políticas sobre drogas.
Mina Seinfeld de Carakushansky é reconhecida como uma especialista no tema "Cidades Preventivas", no qual tem atuado em conjunto com outros especialistas da América Latina, com destaque para os Drs. Juan Alberto Yaría e Guillermo Fernandez D'Adam, da Argentina, e Olga Vélez de Mendoza, do Equador.
Entre as muitas distinções internacionais recebidas estão os títulos de Visitante Ilustre de diversas cidades de países da América Latina e o primeiro Prêmio em Excelência em Prevenção concedido pela Red Interamericana de Prevención de Drogas – RIPRED.

## Prêmios e condecorações
- Comendadora da Polícia Militar do Estado do Rio de Janeiro (1995)
- Comandante Honorária do Batalhão de Copacabana da Polícia Militar do Estado do Estado do Rio de Janeiro (1999).
- Medalha Euzébio da Costa da Guarda Municipal do Rio de Janeiro (1999)
- Moção de Louvor, outorgada pela Câmara Municipal da Cidade do Rio de Janeiro (2000)
- Moção de Louvor, outorgada pela Assembleia Legislativa do Estado do Rio de Janeiro (2001)
- Personalidade 2000-2001 do Conselho Estadual Antidrogas (CEAD) do Rio de Janeiro (2001)
- Personalidade do Ano do Rotary Club of Brazil (2001)
- Prêmio de Excelência em Liderança Internacional outorgado pela Rede Interamericana de *Prevenção às Drogas (RIPRED) (2001)
- Cidadã Honorária do Estado do Rio de Janeiro pela Assembleia Legislativa do Estado (2002)[7]
- Medalha Pedro Ernesto, outorgada pela Câmara Municipal do Rio de Janeiro (2008) [8]
- Medalha Maimônides, oferecida pela B'nai Brith do Rio de Janeiro.

## Livros publicados
- “Introdução à Álgebra Linear” (Editora McGraw-Hill – 1976) [Com Guilherme de La Peña]
- “Introducción al Álgebra Lineal” (Editora McGraw-Hill – 1976) [Com Guilherme de La Peña]
- “Manual de Segurança de Bairro” (PMERJ – 1993)
- "Manual de Direitos Humanos para Oficiais de Polícia” (PMERJ – 1993)
- “Séries de Cadernos Policiais, 23 Temas” (PMERJ – 1992-1995)
- “Cadernos de Instrução para Oficiais de Polícia, 13 Temas” (PMERJ – 1996)
- “Por que devemos dizer não às drogas” (Municipalidade de Rio de Janeiro – 1998)
- “Nuestros Hijos y Las Drogas” (co-autora, Colección: Educación para la Salud, Editorial Ciência Nueva, Argentina - 2003)
- “Felicidade é uma decisão!" (Lidador – 2007)
- “Drogas – Proteja seu filho” (Lidador – 2007)
- “Ciudades Preventivas” (co-autoria ; Colección Paraísos Artificiales, Editorial Mar Abierto e Eskeletra editorial, Equador, 2010)
- "Adicciones- Tiempo de Prevenir Comunicando". (co-autoria. Editorial Brujas, Córdoba, Argentina, 2011)
- "Drogas - el error de despenalizar - legalizar". (co-autoria. Editorial Brujas, Córdoba, Argentina, 2012)
- "Drogas y Derechos Humanos". (co-autoria. Editorial Brujas, Córdoba, Argentina, 2013)
- "Drogas? Atenção! (co-autoria. Editora Altadena, Rio de janeiro, Brasil, 2016)